# Комишувате (Компаніївський район)
Комишувате — колишній населений пункт Компаніївського району Кіровоградської області.

## Стислі відомості
Підпорядковувалося Компаніївській селищній раді.
В часі штучного винищення населення 1932—1933 років голодною смертю померла 31 людина.
Дата зникнення невідома. Увійшло до складу Компаніївки.